# Andrijana Kos-Lajtman
Andrijana Kos-Lajtman (Čakovec, 14. lipnja 1978.), pjesnikinja, sveučilišna nastavnica i književna znanstvenica. 

## Životopis
Izvanredna je profesorica na Učiteljskom fakultetu Sveučilišta u Zagrebu (Odsjek u Čakovcu), gdje je nositeljica različitih kolegija iz hrvatske i svjetske književnosti. Diplomirala je kroatistiku i komparativnu književnost na Filozofskom fakultetu Sveučilišta u Zagrebu 2001. godine, a početkom 2010. doktorirala temom Autobiografski diskurs u prozi hrvatske dječje književnosti na istom fakultetu. Znanstvenim je interesima najviše usmjerena suvremenoj književnosti. Objavila je pedesetak znanstvenih radova u domaćim i stranim publikacijama te dvije znanstvene knjige: Autobiografski diskurs djetinjstva (Naklada Ljevak, Zagreb, 2011.) i Poetika oblika – suvremene konceptualne i hipertekstualne proze (Naklada Ljevak, Zagreb, 2016.). 
Autorica je pjesničkih zbirki Jutarnji laureat (rukopis je pobijedio na natječaju Grada Čakovca 2008., u biblioteci Insula), Lunule (Disput i DHK, Zagreb, 2012., dobitnik nagrade „Dobriša Cesarić“), Teleidoskop (HDP, Zagreb, 2018., finale nagrade „Ivan Goran Kovačić“), Stepenice za Stojanku K. (V.B.Z., Zagreb, 2019), Zarazna zona (Fraktura, Zaprešić, 2021., suautorstvo s  Damirom Radićem, finale  Nagrade Tin Ujević)), Plava i smeđa knjiga (Meandar, Zagreb, 2021.). Pjesme su joj prevođene na makedonski, slovenski i mađarski jezik. Bavi se i književnom kritikom.
Također, s  Damirom Radićem suautorica je kratkih dokumentarno-eksperimentalnih filmova Tihi rubovi (2019.) i Dan antifašizma (2019.).  
Članica je Hrvatskog društva pisaca (HDP) i Hrvatske udruge istraživača dječje književnosti (HIDK). Urednica je i voditeljica književno-kulturne tribine KAČ na Učiteljskom fakultetu, Odsjeku u Čakovcu.

## Objavljeni radovi
- Plava i smeđa knjiga (Meandar, Zagreb, 2021.), zbirka pjesama
- Zarazna zona (Fraktura, Zaprešić, 2021., suautorstvo s  Damirom Radićem) (finale  Nagrade Tin Ujević), zbirka pjesama
- Stepenice za Stojanku K. , V.B.Z., Zagreb, 2019., zbirka pjesama
- Teleidoskop , HDP, Zagreb, 2018., poezija (finale  Nagrade Ivan Goran Kovačić)
- Poetika oblika - Suvremene konceptualne i hipertekstualne proze, Naklada Ljevak, Zagreb, 2016., znanstvena knjiga
- Lunule, Disput, DHK, Zagreb, 2012., zbirka poezije nagrađena nagradom Dobriša Cesarić
- Autobiografski diskurs djetinjstva, Naklada Ljevak, Zagreb, 2011., znanstvena knjiga
- Jutarnji laureat, Čakovec, 2008., zbirka pjesama

## Vanjske poveznice
- Predstavljanje knjige Jutarnji laureat
- Razgovor o književnosti[neaktivna poveznica]
- Popis znanstvenih radova